# 존 허셜
존 허셜(John Herschel, 1st Baronet, 1792년 3월 7일~1871년 5월 11일)은 영국의 천문학자, 수학자이다. 천왕성을 발견한 천문학자 윌리엄 허셜의 아들이기도 하다.

## 생애

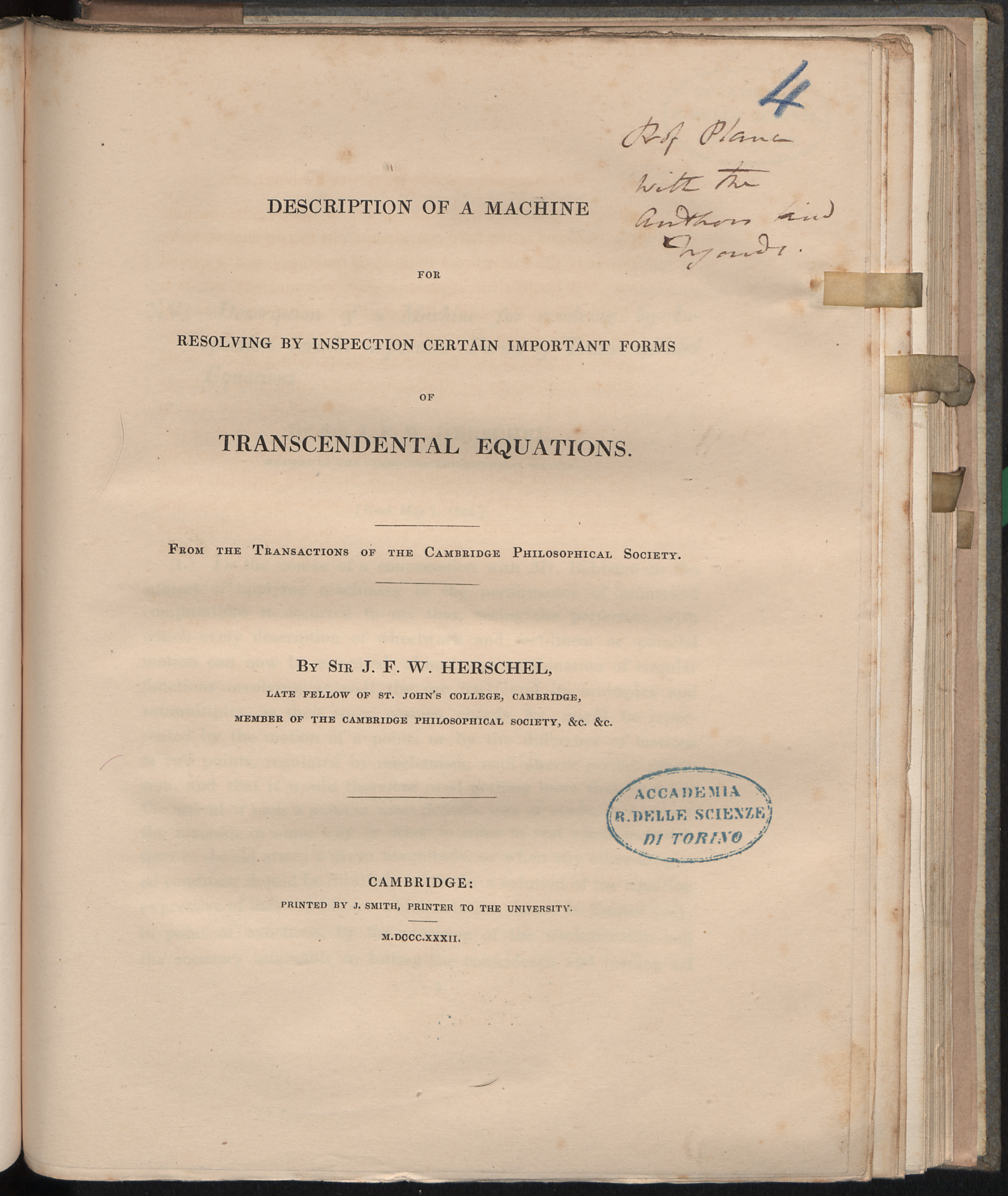
Description of a machine for resolving by inspection certain important forms, 1832

버크셔주 교외 슬로우에서 태어났다. 짧게 이튼 칼리지와 케임브리지 대학교 세인트 존스 칼리지에서 공부를 했고, 1813년 시니어 랭글러(최고상)로 졸업했다. 1834년부터 4년간 남아프리카의 케이프타운에서 북반구에서는 관측할 수 없는 남쪽의 천체 관측 기록을 남기고 1838년 귀국하였다.
1등성의 밝기는 6등성의 100 배라는 것을 발견하여 발표한 것으로도 알려져 있으며, 1836년 베텔게우스가 변광성임을 최초로 발견했다.
1849년 저서 《천문학 개요》(Outlines of Astronomy)에서 날짜와 시간을 계산하는 율리우스일을 이용하는 방법을 고안하여, 이것이 퍼져 전 세계 천문학자가 일수 계산에 율리우스일을 이용하게 되었다.
저서로는 《자연 철학 연구에 관한 예비 고찰》, 《1834-38년 사이에 희망봉에서 한 천문학적 관측 결과》, 《천문학 개요》 등이 있다.
토성의 위성(미마스, 엔케라두스, 테티스, 디오네, 레아, 타이탄, 이아페투스), 천왕성의 위성(아리엘, 운부리에루, 티타니아, 오베론)의 대부로 알려져 있다.
또한 사진의 연구도 병행하여 "사진"(Photography), 네거티브, 포지티브라는 명칭을 제안하고 정착에 티오 황산나트륨을 채택하는 것을 제안했다. 그리고 1842년에 청사진(cyanotype)을 발명했다.

## 가족
- 윌리엄 허셜 - 천왕성을 발견한 천문학자이다.
  - 존 허셜 (본인)
    - 윌리엄 허셜 - 허셜
    - 아멜리아 허셜 - 허셜
      - 토머스 웨이드 - 사위

  - 알렉산더 허셜 - 동생

또한 아들 윌리엄 허셜(William Herschel, 1833년~1917년)은 지문에 의한 개인식별 연구로 유명하다. 그 동생 알렉산더 허셜(Alexander Stewart Herschel, 1836년~1907년)은 천문학자가 되었고, 혜성과 유성의 관계에 대한 연구를 했다.

## 서훈
- 1838년 준남작작위 서임